# Merosporangium

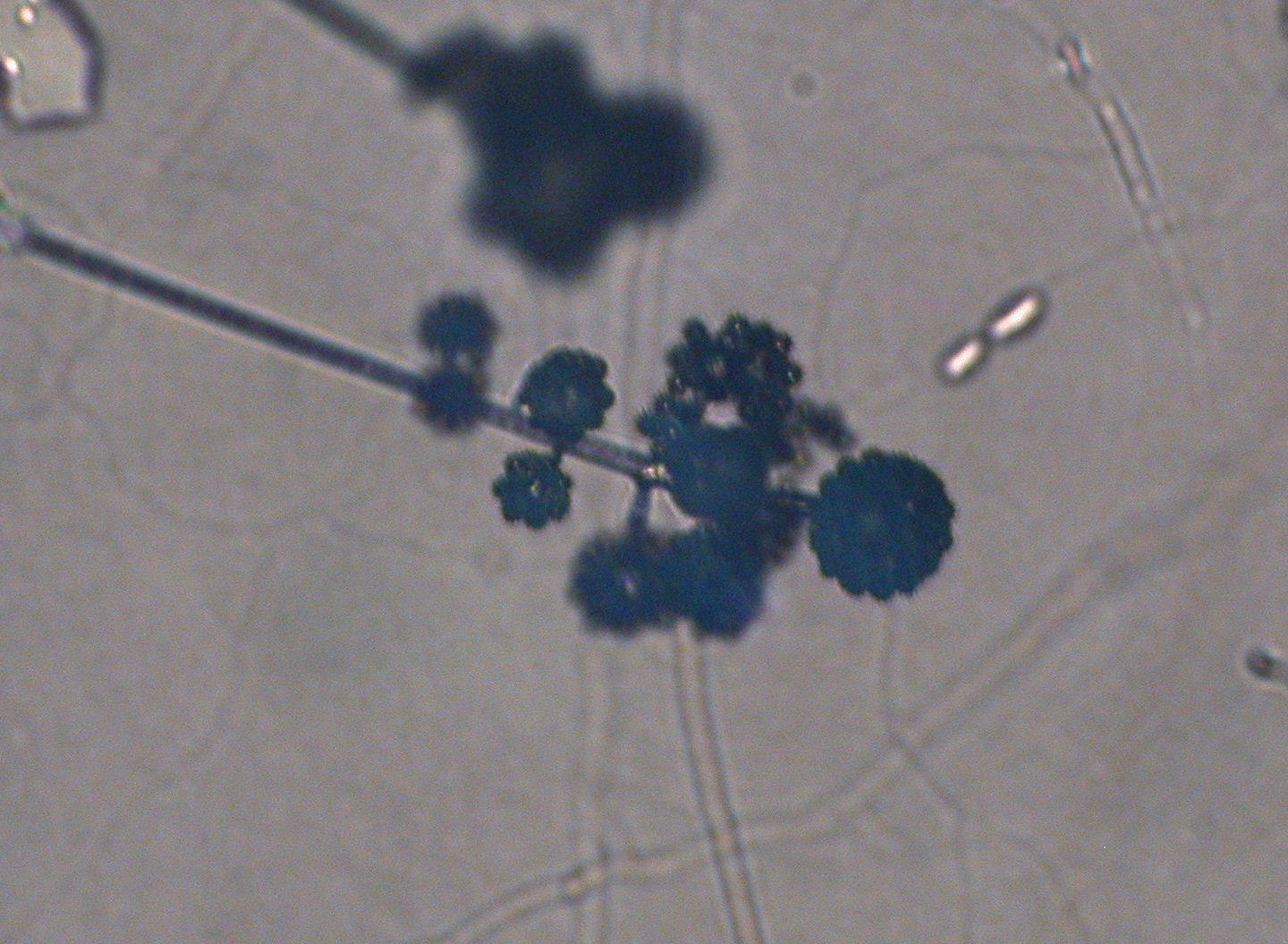
Osadzone na sporangioforze sporangiole i merosporangium u Cunninghamella echinulata

Merosporangium (l. mn. merosporangia) – duża zarodnia (sporangium). Występuje np. u niektórych gatunków grzybów zaliczanych do gromady sprzężniaków (Zygomycota). U wielu gatunków tej gromady sporangiofory, czyli trzonki zarodnionośne są rozgałęzione. Na szczycie sporangiofora wyrasta duża zarodnia zwana merosporangium, a na bocznych trzonkach sporangiole – dużo mniejsze i wytwarzające mniej zarodników. U Syncephalis z pęcherzyka na szczycie konidiofora wyrastają długie merosporangialne wyrostki, które następnie ulegają fragmentacji na 3–6 konifiów zwanych merosporami.
Sporangiole są zazwyczaj kuliste, zaś merosporangia mają wydłużony, cylindryczny kształt.

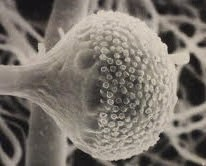
1
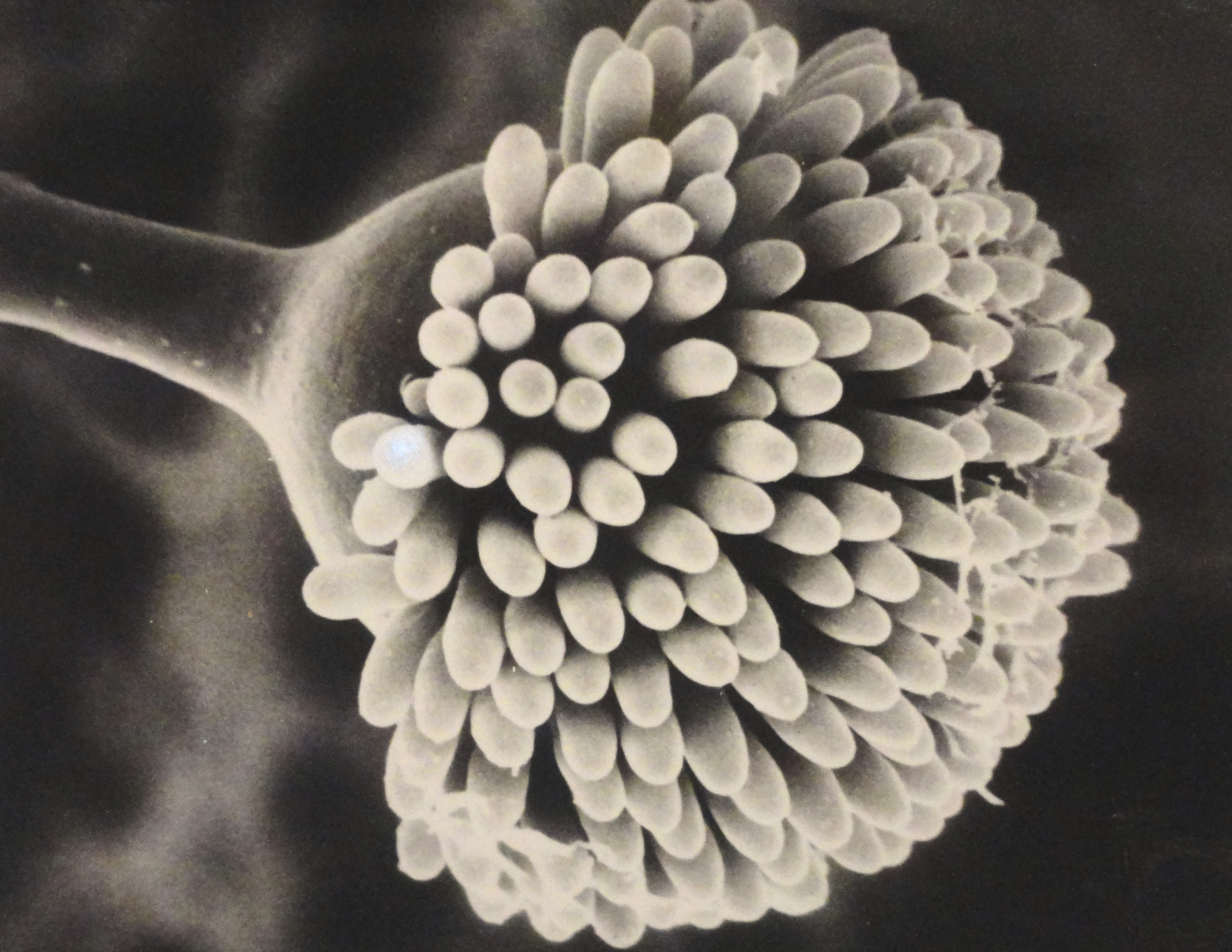
2
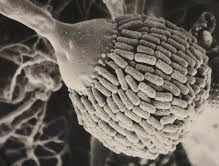
3
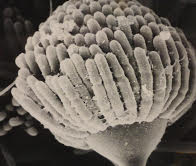
4

Kolejne stadia rozwoju merosporangium u Syncephalis sphaerica.